# دان وود
دان وود هو لاعب هوكي الجليد كندي، ولد في 30 أكتوبر 1962 في تورونتو في كندا.

## وصلات خارجية
- دان وود على موقع دوري الهوكي الوطني (الإنجليزية)
- دان وود على موقع EliteProspects.com (الإنجليزية)
- دان وود على موقع HockeyDB.com (الإنجليزية)
- دان وود على موقع أوليمبيديا (الإنجليزية)